# Reinhard Kahl (Journalist)

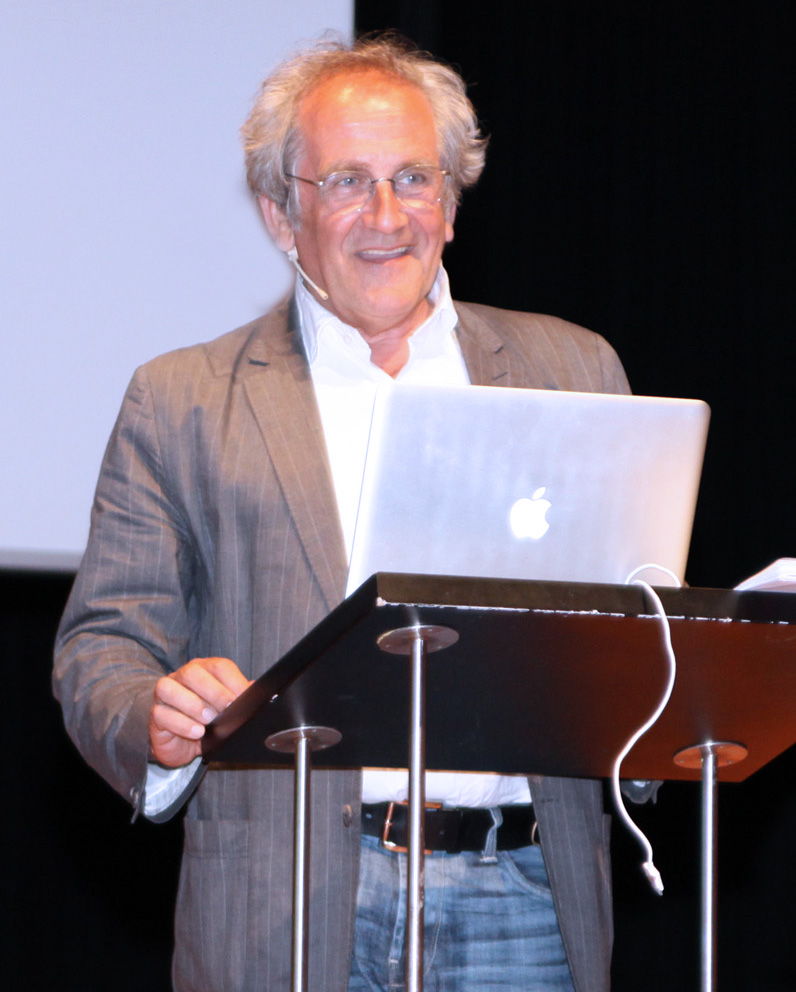
Reinhard Kahl 2011 in Wolfurt

Reinhard Kahl (* 1948 in Göttingen) ist ein deutscher Journalist, Erziehungswissenschaftler und Autor.

## Leben
Kahl wuchs in Göttingen auf, wo er das Gymnasium besuchte. Während seiner Schulzeit engagierte er sich in der Schülerbewegung. Als die verschiedenen linken Schülergruppen sich 1967 im Aktionszentrum Unabhängiger und Sozialistischer Schüler (AUSS) zusammenschlossen, wurde Kahl Mitglied des Bundesvorstandes. Auf einem Schülerkongress, der im Juni 1967 in Frankfurt stattfand, hielt er das Grundsatzreferat über die Politik des AUSS.
Kahl studierte in Frankfurt und Hamburg Erziehungswissenschaften, Philosophie, Soziologie und Psychologie und arbeitete während seines Studiums schon bei verschiedenen Rundfunksendern. Seit 1975 übt er Journalismus als Beruf aus, zeitweilig beim NDR, sonst als freier Journalist. Beiträge von ihm erschienen in den vergangenen Jahren in der Zeit, in GEO, der Welt, der Süddeutschen Zeitung und der taz. In der Fachzeitschrift Pädagogik hat er die Kolumne „P.S.“
Reinhard Kahl lebt mit seiner Frau in Hamburg. Er hat eine Tochter.

## Auszeichnungen
- 1986: Wang Journalisten-Preis, für die NDR Fernsehsendung Der kleine Bruder – wie Computer die Welt verändern.
- 1996: CIVIS-Preis und Preis der CIVIS-Jugend-Jury, für die fünfteilige ZDF/3sat Serie Aufbruch – die Kraft der Einwanderer.
- 2012: HumanAward 2012 der Kluge Stiftung – Auszeichnung für mutige Innovatoren aus Erziehung, Wirtschaft und Wissenschaft[2]

## Werke (Auswahl)

### Fernsehproduktionen
- Studieren und kein Land in Sicht (zehnteilige Reihe im NDR)
- Lob des Fehlers (sechsteilige Reihe in den 3. Programmen der ARD)

### Videodokumentationen
(für das „Archiv der Zukunft“, die Bertelsmann-Stiftung, Hamburger Behörde für Schule und Berufsbildung u. a.)
- Die stille Revolution – Das Durham Board of Education in Kanada
- Die Zukunft erfinden – Die Erneuerung der Berufsausbildung in Dänemark
- Treibhäuser der Zukunft – Wie Schulen in Deutschland gelingen (2004)
- Spitze – Schulen am Wendekreis der Pädagogik. (2005)
- Die Entdeckung der frühen Jahre – Die Initiative "McKinsey bildet" zur frühkindlichen Bildung (2006)
- Lernen – Die Entdeckung des Selbstverständlichen – Ein Vortrag von Manfred Spitzer (2006)
- Eine Schule, die gelingt – Enja Riegel und die Helene-Lange-Schule (2008)
- Kinder! (2008)
- Kongressfilm 2008
- Lob des Fehlers (2009)
- Der Raum ist der dritte Pädagoge. Film zum Münsteraner Konvent (2009)
- Individualisierung – das Geheimnis guter Schulen (2011)
- Wir bauen eine neue Stadt – Die Spielstadt MiniMünchen (2023)

## „Archiv der Zukunft – Netzwerk“
Am 15. Juni 2007 gründete Reinhard Kahl zusammen mit 30 Gründungsmitgliedern in Hamburg das Archiv der Zukunft – Netzwerk. Die Gründungsversammlung wählte Reinhard Kahl zum Vorsitzenden des Vereins. Dieser hat zum Ziel, die Intelligenz der pädagogischen Praxis zu stärken. Dazu gehören eine Internetplattform sowie Arbeitstreffen. Zentral aber sind große Kongresse, die Vertreter der Pädagogik, der Hirnforschung, Unternehmer in bis dato unbekanntem Rahmen zusammenführt. Der Auftaktkongress fand 2008 in Bregenz mit 1400 Gästen statt; weitere sollten dort im 2-Jahres-Turnus folgen, aber das Niveau konnte nicht gehalten werden. Kongresse wurden nun eher unregelmäßig organisiert, später auch in Lüneburg. Die Veranstaltungen finanzieren sich über hochpreisige Besuchereinnahmen. In der Regel werden 2–3 prominente Redner angekündigt, darunter Manfred Spitzer, Harald Welzer, Remo Lago, Ulrike Kegler, Hartmut von Hentig, Enja Riegel, die sich auf ihrer Webseite „die profilierteste fortschrittliche Pädagogin Deutschlands“ nennt, oder Richard David Precht. Alle anderen Dozenten und Workshop-Leiter zahlen nicht nur Anreise und Übernachtung, sondern – eine Besonderheit bei den Kongressen des „Archivs der Zukunft“ – ebenfalls die Kongressgebühr, die ca. 350 € beträgt.